# 보리스 고두노프 (오페라)

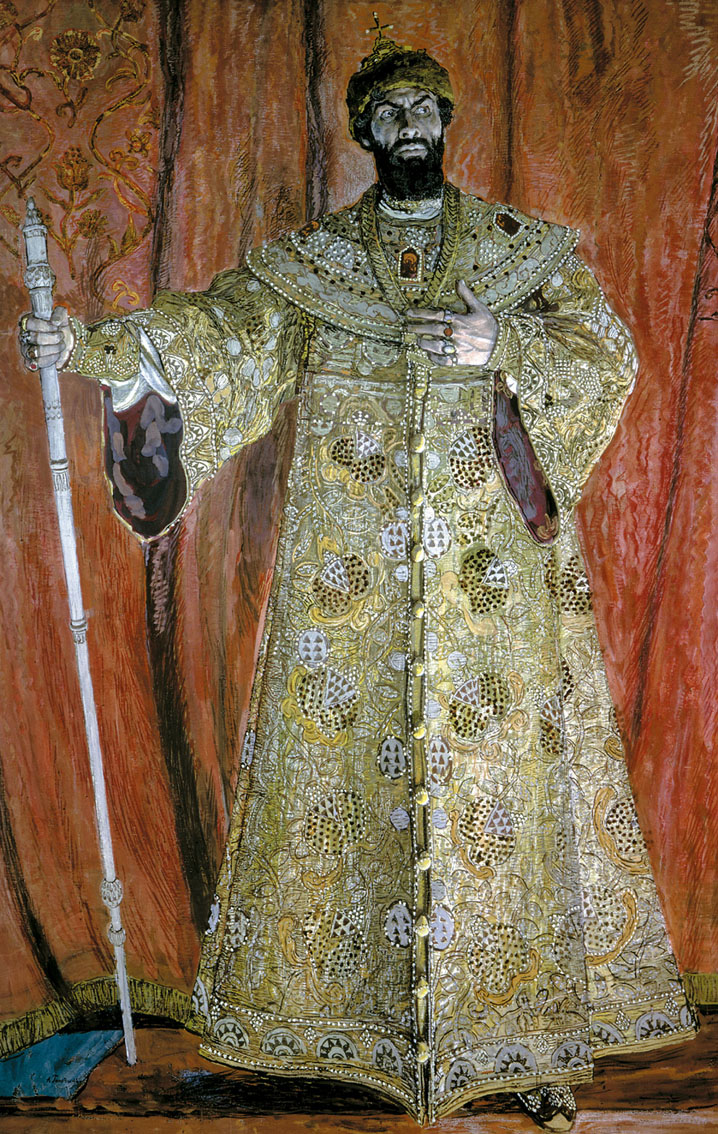

보리스 고두노프(러시아어: Борис Годунов)는 모데스트 무소륵스키가 작곡한 프롤로그가 있는 4막의 러사아어 오페라이다. 알렉산드르 푸시킨의 동명의 희곡과 니콜라이 카람친의 《러시아 정부의 역사》를 기초로 작곡가가 직접 대본을 작성하였다. 이 작품은 2개의 구분을 짓는 판본이 존재한다. 1869년 원본은 공연 허가를 받지 못했다. 무소륵스키는 1872년에 개정판을 완성하고, 이 판본으로 1874년 상트페테르부르크의 마린스키 극장에서 초연을 가졌다.

## 작품 배경
푸시킨은 ＜보리스 고두노프＞에서 역사상의 인물들을 예술적으로 형상화시켜 새롭게 탄생시킨다. 그들은 역사서의 영역을 벗어나 불멸의 문학적 삶을 얻게 되었다. 급변하는 역사의 움직임을 직접 눈으로 보고 겪었던 그는, 자의로든 타의로든 역사의 소용돌이에 휩쓸려 들어가 살아가는 황제, 귀족, 백성, 여성 등 다양한 계급과 신분을 대표하는 사람들의 운명과 국가의 운명에 대한 자신의 역사의식을 보여주고 있다. 역사가는 있는 그대로의 사실을 기록하지만 예술가는 그 이면에 담긴 진실을 발견해 작품을 쓴다. 따라서 그의 글은 국가의 공식적인 역사 기록보다 더 값진 역사를 간직한다.

## 등장인물
- 보리스 고두노프 - 러시아의 차르, 베이스-바리톤
- 페오도르 - 그의 어린 아들, 메조소프라노
- 크세니아 - 그의 딸, 소프라노
- 유모, 콘트랄토
- 슈이스키 - 보리스의 고문, 테너
- 첼카로프 - 국회의 서기, 바리톤
- 피멘 - 수도사이며 연대기 작가, 베이스
- 그리고리 - 황태자 디미트리를 사칭함, 테너
- 마리나 므니셰크 - 폴란드 대공의 딸, 메조소프라노
- 여관 여주인, 메조소프라노
- 란고니 - 베이스 및 바리톤
- 경찰관, 베이스
- 바보, 테너
- 바를람, 베이스
- 미사일, 테너

### 서막
- 1장: 모스크바에 인접한 노보디예비치 수도원의 밖

많은 군중들이 꿇어 엎드려 새로 나올 통치자를 갈망하고 있다. 이 사원에는 얼마 전에 별세한 황제 페오도르 1세 시대의 섭정으로서 실권을 장악했던 보리스 고두노프가 은신하고 있다. 그는 페오도르 1세의 이복형 드미트리를 암살한 혐의를 받은 뒤 이 사원에 들어와 있는데, 현재 황제의 별세로 류릭 왕조의 혈통이 끊어졌기 때문에 사람들은 보리스를 왕으로 맞이하려고 탄원하러 온 것이다.
얼마 후 스첼라코프가 나타나 보리스는 아무리해도 왕위에 오르는 것을 승낙할 수 없다고 한다. 이때 먼 곳에서는 순례의 합창이 들려 오는데, 군중들은 "신의 힘으로 보리스를 세워 섭정을 해 달라"고 기원한다.
- 2장: 보리스의 대관식이 거행 장면

보리스의 대관식이 거행되는 장면이다. 장엄한 연주가 시작되자, 종이 울리며 귀족들이 사원을 향해 조용히 행진한다. 보리스는 군중들의 환호를 받지만, 그의 얼굴은 우울한 빛을 나타내고 있다. 한편 사원으로부터 슈이스키 공작이 나타나 일동에게 "황제 보리스 헤오도르비치에 영광 있으라!"고 힘차게 외치자, 엎드려 있던 군중들도 일어나 함께 환성을 올려도 보리스는 황제의 황태자를 암살한 양심의 가책으로 불길한 예감에 쏠려 있다. 그러나 이 사정을 모르는 군중들은 새로운 황제의 즉위를 찬미하는 합창을 보낸다.

### 1막
- 1장: 5년 후, 수도원의 한 밀실

램프 불을 켜고 노승 피멘은 책상에 앉아 러시아의 역사기록서를 쓰고 있다. 그 역사는 찬연한 기사와 피와 애수에 물들인 기록을 남기는 것이었다. 밤은 깊었는데 젊은 견습생격인 그레고리가 그의 옆에서 잠자고 있다. 그는 보리스 고두노프가 무서운 범죄를 짓고 왕위를 빼앗았다는 곳에서 잠시 붓을 멈추고 있는데, 옆에서 자고 있던 그레고리가 이상한 꿈에 놀라 깨어나 피멘에게서 보리스의 범죄의 소행을 듣는다. 그리고 암살된 드미트리가 살아 있다면 자기와 동갑이라는 것을 알게 된 그레고리의 가슴에는 이상한 야심이 생긴다.
이때 새벽 종소리가 들려 온다. 피멘은 등불을 끄고 예배하기 위해 나가는데 아침 미사의 합창소리가 무대 뒤에서 들려 오고, 그레고리는 문 옆에 서서 보리스에게는 언젠가 신의 재판이 내릴 것이라고 하며 승려를 따라 나간다.
장면은 바뀌어 리투아니아 국경 부근의 여관이다. 짧지만 극히 특색있는 전주곡이 끝나면 막이 오른다. 길 떠나는 승려로 변장한 두 사람의 방랑자 미사일과 바를라암은 드미트리의 이름으로 행세하는 그레고리와 함께 도착하자, 여관집 여주인은 그들을 환영하여 「숫오리의 노래」를 부른다. 미사일과 바를라암은 술을 주문하지만, 그레고리만은 깊은 생각에 잠겨 있다. 기분이 좋아진 바를라암은 컵을 들고 「카잔의 성 안에서 이만 황제는 주연을 베풀고.....」라는 노래를 부르는데, 그레고리는 여관집 주인에게 리투아니아까지는 얼마나 되느냐고 묻는다.
이때 몇사람의 경관들이 들어와 세 사람을 심문한다. 그들은 모스크바에서 도망친 젊은 그레고리를 찾고 있는 중이다. 황제가 발행한 체포 영장을 가지고 있는 경관들은 글씨를 모르기 때문에 그 인상 설명서를 읽지 못한다. 이때 그레고리는 위기를 모면하려고 그의 인상서를 바를라암과 비슷하게 읽는다. 그것을 들은 경관들은 바를라암을 체포하려 하므로, 격분한 그는 영장을 빼앗아 떨리는 목소리로 천천히 읽자, 그 인상은 그레고리였다. 이것을 알아차린 그레고리는 경관이 잡으려 할 때 비수를 꺼내어 창을 파괴하고 도망쳐 버린다.
- 2장: 리투아니아 국경 부근의 여관

보리스의 딸 크세니아와 유모가 이야기를 하고 있다. 크세니아는 자기의 약혼자였으나 지금은 세상을 떠난 드미트리를 그리워며「나의 약혼자는 지금 어디....(Wo weilst du liber....)」를 노래하자, 유모는 그녀를 위로하며 「모기의 노래」를 부드럽게 부른다. 크세니아의 남동생 페오도르도 손뼉을 치며 일동과 함께 명랑하게 합창을 하는데 황제 보리스가 나타난다.
그는 딸을 위로하고 유모와 함께 병실로 가게한 후, 황태자의 상 위에 있는 지도를 페오도르에게 펼쳐 보이며 "이 넓은 러시아의 영토가 마침내 너의 것이 된다."고 말한다. 그리고 유명한 레시타티브와 아리아 「나는 최고의 권력을 쥐었다. 그러나 6년 동안 양심의 가책으로 가슴이 터질 지경이다.」를 노래하고 신의 이름을 부른다.
이때 그곳에 슈이스키 공작이 들어와서 반란군이 폴란드의 지원을 받아 리투아니아 국경을 쳐들어 오고 있으며 그 수령은 죽은 드미트리의 이름을 대는 남자라는 중대한 보고를 한다. 이 말에 놀란 보리스는 가슴을 찢는 듯한 괴로움으로 「나는 숨이 막힐 지경이다」를 노래한 뒤, 페오도르를 다른 방으로 보내고 자세한 이야기를 듣는다.
그리고 전에 살해한 어린아이가 분명히 드미트리였는지 아닌지를 물어 본다. 이에 대해 그는 우그리히 교회에서 본 당시의 일을 이야기하였다. 그곳에는 피에 물든 무수한 시체가 있었는데, 그중의 하나는 드미트리였음에 틀림없는 것이 얼굴은 천사와도 같이 사랑스러웠고, 목을 잘렸지만 입술에는 미소의 그림자가 남아 있었으며, 귀여운 손에는 장난감을 쥐고 있었다고 말한다. 보리스는 그 말을 계속해서 더 들을 수가 없었기 때문에 슈이스키 공작을 돌려 보내고, 무서운 환영(幻影)에 사로잡혀 방안을 돌아다니며 자기의 죄를 회개하는 기도로써 신에게 용서를 빈다.

### 2막
- 1장: 크레믈린 궁전의 황제의 숙소

### 3막
- 1장: 폴란드의 귀족인 므니세크의 딸, 마리나의 숙소
- 2장: 달 밝은 밤, 정원의 분수대 옆

### 4막
- 1장: 황제의 궁전
- 2장: 숲속의 한 개간지

## 관현악 편성

### 무소륵스키
- 목관악기: 플루트3(제3은 피콜로 겸함), 오보에2(제2는 잉글리시 호른을 겸함), 클라리넷3, 바순2
- 금관악기: 호른4, 트럼펫2, 트롬본3, 튜바
- 타악기: 팀파니, 큰북, 작은북, 탬버린, 심벌즈
- 건반악기: 피아노
- 현악기: 하프, 현악 5부
- 무대 위/밖: 트럼펫, 종, 탐탐

### 림스키코르사코프 판
- 목관악기: 플루트3(제3은 피콜로 겸함), 오보에2(제2는 잉글리시 호른을 겸함), 클라리넷3(제3은 베이스 클라리넷을 겸함), 바순2
- 금관악기: 호른4, 트럼펫3, 트롬본3, 튜바
- 타악기: 팀파니, 큰북, 작은북, 탬버린, 심벌즈
- 건반악기: 피아노
- 현악기: 하프, 현악 5부
- 무대 위/밖: 트럼펫, 종, 탐탐

### 쇼스타코비치 판
- 목관악기: 플루트3(제3은 피콜로 겸함), 오보에2, 잉글리시 호른, 클라리넷3(제3은 내림 마조 클라리넷을 겸함), 베이스 클라리넷, 바순3(제3은 콘트라바순을 겸함)
- 금관악기: 호른4, 트럼펫3, 트롬본3, 튜바
- 타악기: 팀파니, 큰북, 작은북, 탬버린, 탐탐,  종, 글로켄슈필, 실로폰, 심벌즈
- 건반악기: 피아노, 첼레스타
- 현악기: 하프, 현악 5부
- 무대 위/밖: 트럼펫4, 코넷2, 호른2, 바리톤 호른2, 유포니움2, 튜바2

## 참고 문헌
- Mussorgsky, 'Master Musicians' Series, M.D. Calvocoressi, G. Abraham, J.M.Dent & Sons, Ltd., London, 1946
- Modest Mussorgsky: His Life and Works, M. D. Calvocoressi, Rockliff, London, 1956